# Karl Bondorff
Karl Anders Christian Bondorff, född 18 september 1891, död 19 juni 1971, var en dansk växtfysiolog.
Bondorff blev assistent vid Landbohöjskolen, lektor i mikrobiologi där och avdelningschef vid Statens Planteavlslaboratorium i Lyngby 1921, professor i jordbrukslära 1923 och föreståndare för Statens planteavlslaboratorium 1928. Han utförde grundläggande forskning om kulturväxternas avkastning och näringsupptagande. Bondorff utarbetade laboratoriemässiga metoder för jordanalyser, bland annat av jordens fosforsyrebehov. Bland hans skrifter märks Forelæsninger over Landbrugets Jorddyrkning (1928, 2:a upplagan 1938-1939) och Studier over Jordens Fosforsyreindhold (1932,1933 och 1942, tillsammans med F. Steenbjerg och P. Damsgaard-Sørensen).